# Anocíbar
Anocíbar (en euskera Anotzibar y cooficialmente) es un concejo y localidad española del municipio de Odieta, perteneciente a la Comunidad Foral de Navarra.

## Geografía
La localidad está situada en la merindad de Pamplona, en la comarca de Ultzamaldea.

## Historia
Hacia mediados del siglo XIX, el lugar, ya por entonces perteneciente a Odieta, tenía contabilizada una población de 111 habitantes. Aparece descrito en el segundo volumen del Diccionario geográfico-estadístico-histórico de España y sus posesiones de Ultramar de Pascual Madoz con las siguientes palabras:

ANOCIBAR: l. del velle y ayunt. de Odieta, en la prov., aud. terr. y c. g. de Navarra, merind., part. jud. y dióc. de Pamplona (3 leg. N.), arciprestazgo de Anué: sit. en la parte mas occidental del valle á la izq. del r. Ulzama ó Mediano; libre á la influencia de todos los vientos, goza de clima bastante sano. Tiene 15 casas, una ermita y una igl. parr. bajo la advocacion de Sto. Tomás, servida por un cura párroco. Los niños de este pueblo concurren á la escuela de primeras letras establecida para todos los del valle, cuyo maestro percibe 1,512 rs. anuales de sueldo. Confina el térm. por N. con el de Olague (3/4 de leg.), por E. con el de Ciaurriz (1/4), por S. con el de Anoz (igual dist.), y por O. con los de Ripa y Latasa (1/2). El terreno aunque áspero y desigual, es bastante fértil: le riega en parte el mencionado r. Ulzama, sobre el cual hay un puente de poca consideracion, cuyas aguas y las de varias fuentes que brotan en el térm. utilizan tambien los hab. para su gasto doméstico y otros objetos: prod.: trigo, cebada, maiz, legumbres y hortalizas; sostiene con sus buenos pastos porcion de ganado vacuno, mular, lanar y cabrio; y hay caza de liebres, conejos y perdices, con alguna pesca: pobl.: 15 vec.,; 111 alm.: contr. con el valle.
(Madoz, 1845, p. 322)

En 2023, la entidad singular de población tenía empadronados 39 habitantes y el núcleo de población, también 39.

## Patrimonio

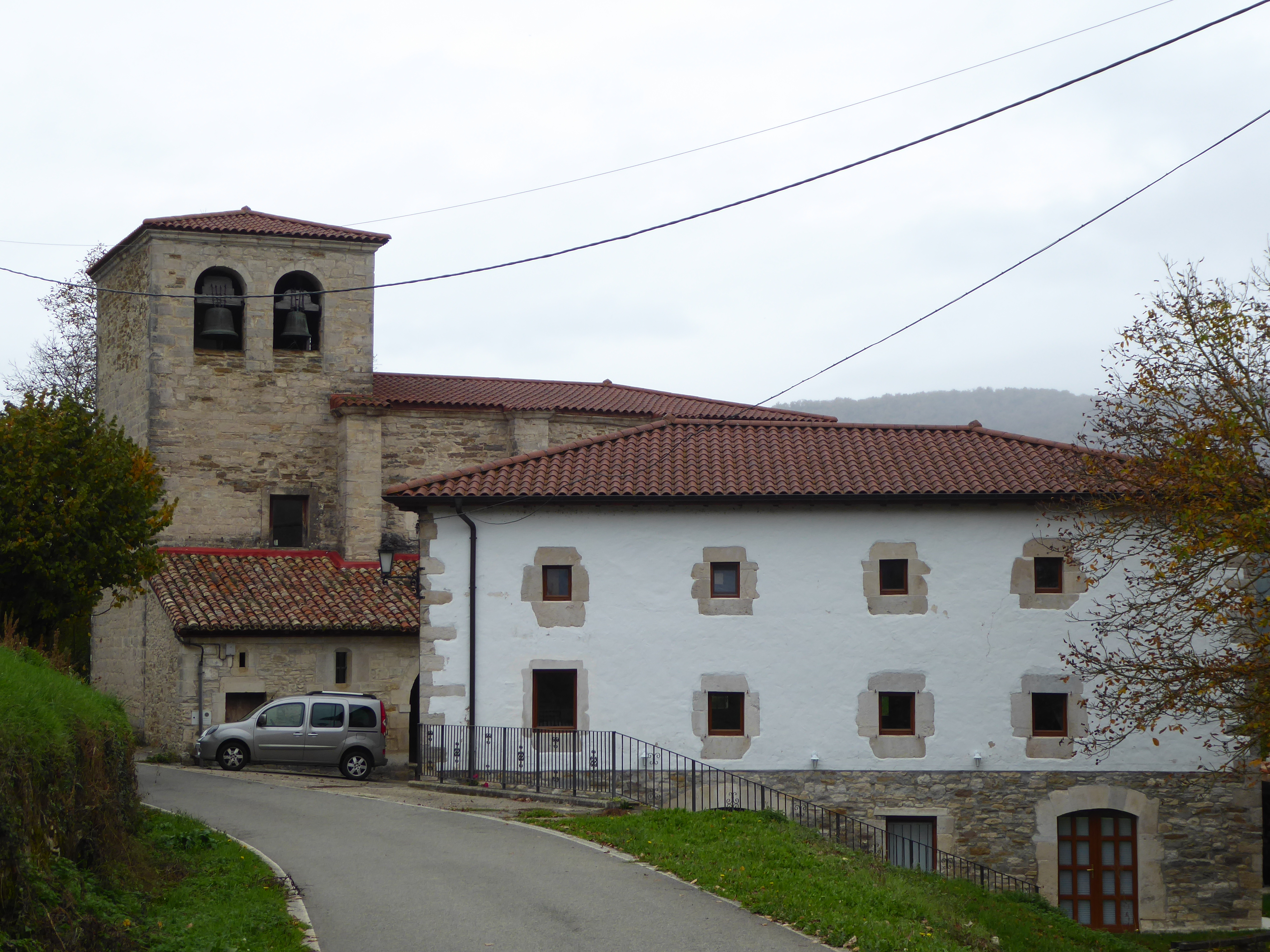
La iglesia de Santo Tomás

Hay en la localidad una iglesia de Santo Tomás.